# Vendita di Dresda

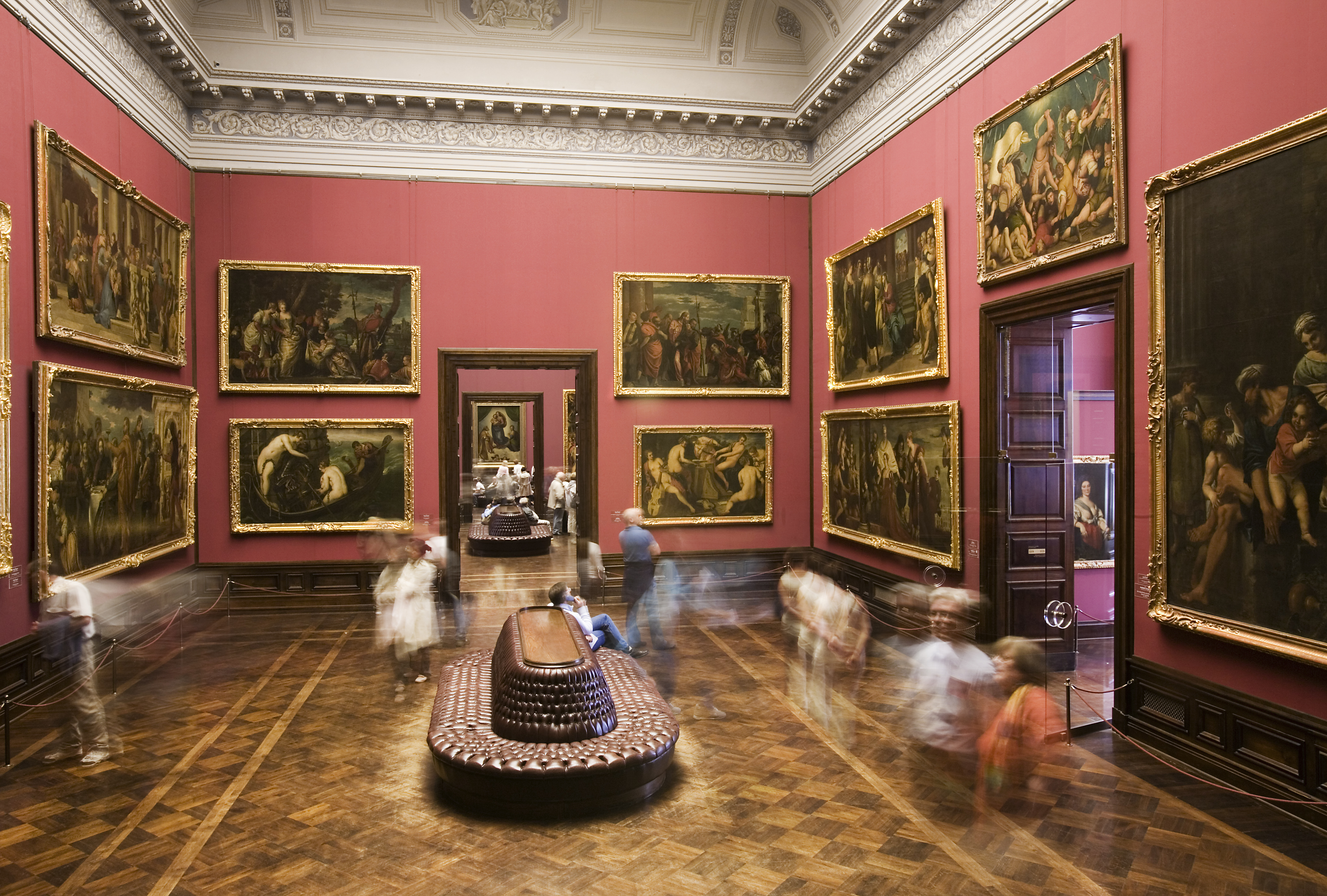
Le sale della collezione italiana della Gemäldegalerie di Dresda

Col termine vendita di Dresda ci si riferisce all'alienazione da parte del duca di Modena Francesco III d’Este di una parte delle opere componenti la collezione estense, a favore dell'Elettore di Sassonia e Re di Polonia Augusto III il Sassone. Viene considerata una delle più importanti vendite di opere dell'arte italiana del XVI e XVII secolo, nonché uno dei più significativi episodi del collezionismo europeo.
La quasi totalità dei 100 dipinti costituenti la "vendita" è tutt'oggi conservata presso la Gemäldegalerie di Dresda, considerata una delle più importanti e raffinate collezioni di arte italiana in Europa.

## La Galleria Estense

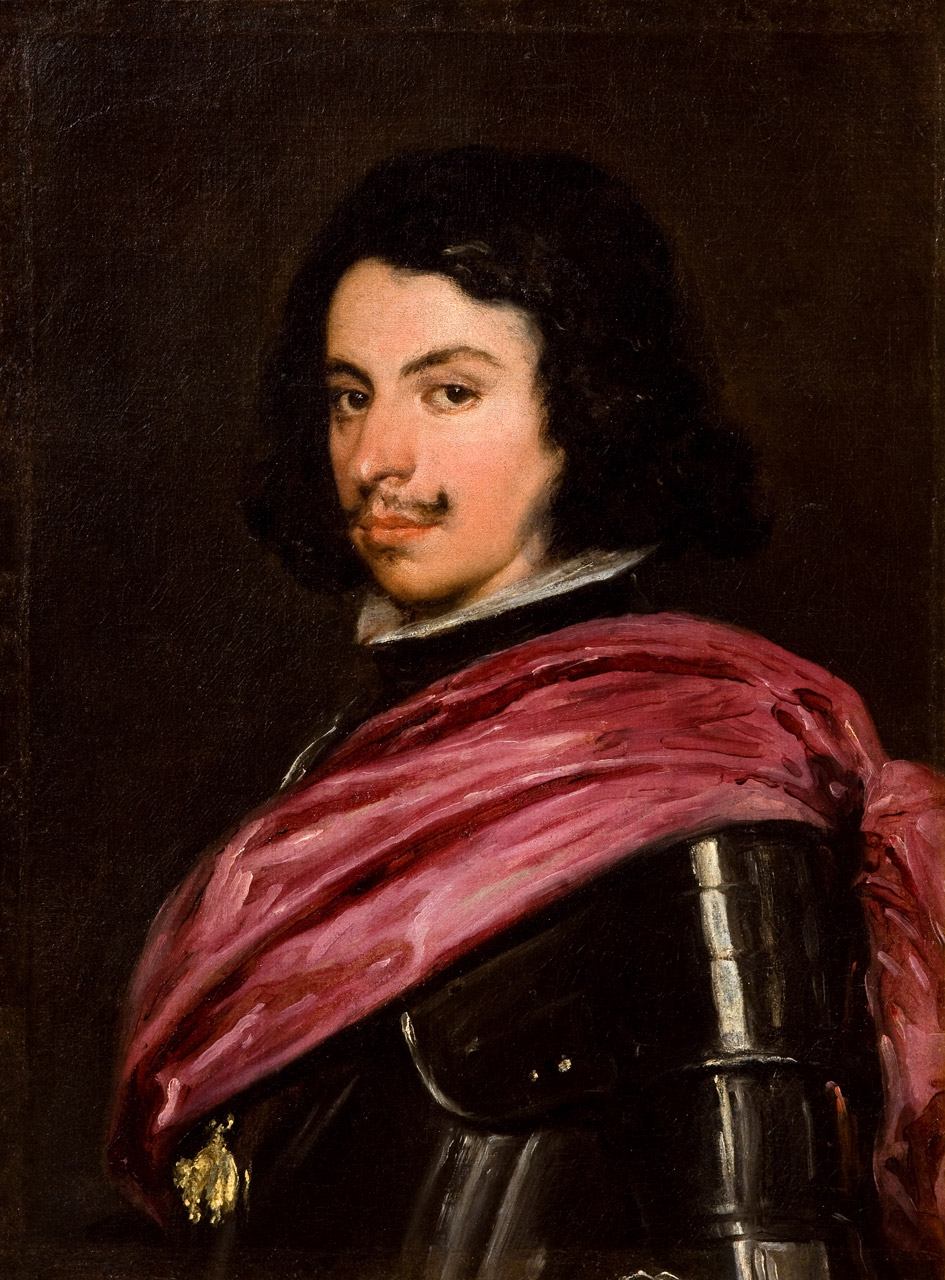
Il duca Francesco I d'Este

Già nel periodo ferrarese, i duchi d'Este adottarono una politica di collezionismo e mecenatismo particolarmente raffinata, raccogliendo numerosi capolavori figurativi dell'arte italiana, soprattutto di area veneta ed emiliana (ferrarese in particolare). Con lo spostamento della capitale a Modena, dopo la devoluzione ferrarese, una parte significativa della collezione estense finì nelle mani del nuovo legato pontificio, il Cardinal Aldobradini, e del cardinale Scipione Caffarelli-Borghese, creatore del primo nucleo di opere d’arte che divenne poi la galleria Borghese (presso la quale sono ancora presenti opere del Cinquecento veneto ed emiliano provenienti da Ferrara).
A Modena gli Este si adoperarono per ricostruire una capitale degna dell'epoca ferrarese, anche attraverso la ricostituzione della loro collezione d'arte. Partendo dall'importante nucleo di opere salvate (tra le quali la famosissima Bibbia di Borso d'Este) il duca Francesco I, requisendo le migliori opere presenti nelle chiese del ducato, ma anche commissionando dipinti e sculture (famosi sono i suoi ritratti del Velàzquez e del Bernini) fu il principale artefice della creazione di una collezione che nel XVIII secolo era divenuta una delle più importanti e raffinate della penisola, seppur non tra le più grandi.
Nel 1737 Francesco III fece sistemare la collezione dei quadri nelle sale dell'ala est del palazzo ducale ordinandoli con criteri espositivi e di allestimento che ne fecero una "galleria" chiara e definita.
Due anni dopo la collezione d'arte della famiglia d'Este venne visitata durante un Grand tour da Charles de Brosses, che la descrisse come "la più bella galleria che ci sia in Italia (...) la meglio tenuta, la meglio distribuita e la meglio ornata".

## La vendita
Durante la guerra di successione austriaca, Francesco III divenne comandante delle truppe spagnole in Italia e si trovò a fronteggiare una vasta campagna militare austro-piemontese in Pianura Padana, che portò nell'aprile 1742 all'occupazione di Modena e all'assedio della Mirandola nel luglio successivo. Le pesanti spese militari, nonché il mantenimento della corte riparata a Venezia durante la guerra, portarono il Ducato in uno stato di profondo indebitamento. 
La Galleria e i pezzi più importanti del mobilio di corte vennero trasferiti in differenti luoghi (Ferrara, Venezia...) durante l'occupazione del Ducato, con grossi rischi per la loro integrità. A seguito di ciò venne compilata una meticolosa catalogazione di tutte le opere, a cura dell'abate Pietro Ercole Gherardi. Molto probabilmente tale lavoro fu commissionato dal duca come base per le trattative di cessione di una parte più o meno importante della sua collezione.
Augusto III, nel 1712, aveva già avuto modo di visitare la galleria estense, conservando "invidiosi ricordi": amante della caccia e delle arti, a seguito della guerra di successione polacca Augusto era divenuto uno degli uomini più potenti e ricchi del continente, più interessato al decoro della sua vecchia capitale (Dresda) che al governo del suo nuovo regno. Con questi presupposti, fra numerosi intrighi di corte, firme falsificate, e numerosi agenti disturbatori (uno dei consiglieri dell'Elettore di Sassonia fu Francesco Algarotti), venne trovato l'accordo per la vendita di 100 quadri famosi, tra i pezzi più importanti della galleria, che furono acquistati per la notevole cifra di 100 000 zecchini (pari a circa 350 chili d'oro). Le opere furono caricate su cinque carrozze, ed il 6 luglio 1746 partirono da Modena alla volta della capitale sassone.
Negli anni successivi in area tedesca vi fu un fiorire di pubblicazioni e studi legati ai cento quadri provenienti da Modena, il cui impatto fu tale che si ritiene sia stato l'inizio della moderna storia dell'arte. Nel 1753 il grande storico ed archeologo Johann Joachim Winckelmann dette alle stampe la sua prima opera, dedicata non a caso alla Galleria di Dresda. Per quanto si sia trattato dell'alienazione di alcune opere insostituibili per la storia dell'arte pittorica italiana, numerosi autori legano proprio alla Galleria di Dresda, una delle più importanti collezioni d'arte italiana a nord delle Alpi, la grande fortuna e notorietà che la pittura italiana ebbe in Europa e in tutto il mondo.

## Opere
L'elenco dei quadri appartenuti alla Galleria Estense è incerto: al momento della partenza da Modena delle opere, fu l'abate Gherardi a compilare un minuzioso elenco dei 100 dipinti venduti.  
Tuttavia, rispetto all'elenco del Gherardi, è abbastanza certo che vi furono alcune discrepanze circa i quadri effettivamente giunti a Dresda. Nel settembre 1746 il pittore veneziano Pietro Guarienti ricevette l'incarico di procedere alla catalogazione, restauro e sistemazione dei nuovi acquisti, cosa che egli fa in maniera abbastanza minuziosa, salvo non completare mai l'incarico - che si fermò a 73 opere. Ad esempio Guarienti segnalò la mancanza del Suonatore di liuto del Carracci, quadro che però è tutt'oggi visibile nella galleria. Non è dato sapere se si trattò di una svista, oppure il quadro sia giunto in un secondo tempo.
Di fatto, confrontando la descrizione compilata dall'Abate Gherardi con le carte superstiti di Dresda, quest'ultime elencano un numero sempre inferiore di dipinti provenienti da Modena. Ancor più grave, per la ricostruzione storiografica, fu la distruzione degli archivi della città nel bombardamento di Dresda del febbraio 1945. Altra gravissima perdita causata dai bombardamenti furono gli undici quadri che andarono distrutti, che si aggiunsero ad alcuni altri dispersi nel corso dei secoli. 
I numeri riportati sono quelli della catalogazione effettuata nel 1887, e tuttora utilizzata dalla Gemäldegalerie.

### Quadri non rintracciati
Quadri citati dal Gherardi, ma non presenti negli inventari di Dresda. Di tali opere non esiste alcuna documentazione fotografica o iconografica, e sono considerate disperse. La numerazione, in questo caso, è quella riportata nella descrizione del Gherardi.
| Pittore             | Titolo                           | Nota |
| ------------------- | -------------------------------- | --- |
| Carlo Dolci         | Salvatore                        | n.2, «Un quadro rappresentante in mezza figura il Salvatore, dipinto da Carlo Dolci fiorentino» |
| Dosso Dossi         | Ritratto d'uomo                  | n.8, «Un quadro col ritratto d'uomo che di berretta coperto, colla man ritta, nel cui dito tiene un anello, s'appoggia a un libro posto sopra una picciola tavola. Non v'ha chi sappia dire chi sia il personaggio qui effigiato, potendosi solo ravvisarlo per uomo di lettere, coetaneo ed amico del Dosso ferrarese» |
| Pietro Faccini      | Sacra Famiglia                   | n.7, «Un quadro, in cui Pietro Facini bolognese figurò la Vergine col Bambino e San Gioseffo». Nel 1855 viene segnalato come registrato nel catalogo moderno della Galleria |
| Giulio Romano       | Nozze mistiche di santa Caterina | n.57, «Un picciol quadretto in tavola, rappresentante lo sposalizio celeste di Santa Catterina Vergine e Martire: pensiero spiritosamente eseguito dal valente pennello di Giulio Romano; ma pensiero coniato nella zecca fantastica de' pittori»                                                                       |
| Peter Paul Rubens   | Ritratto d'uomo anziano          | n.69, «Un ritratto al naturale su la tela, in mezza figura, lavorato da Pier Paolo Rubens d'Anversa fiammingo... L'aria del volto suo e l'unione delle altre parti ce lo dimostrano per uomo avanzato negli anni, d'indole placida, di rispettabile gravità, di consiglio assennato e di civil condizione»              |
| Bartolomeo Schedoni | San Girolamo                     | n.18, «Un picciol quadretto in tavola, esprimente San Girolamo in mezza figura. Viene dalla mano di Bartolomeo Schedoni modenese, grande amator e copiatore del sublime dipingere d'Antonio Allegri da Correggio» |

### Quadri incerti
| Pittore                     | Gal. nr. | Foto | Titolo                              | Note |
| --------------------------- | -------- | ---- | ----------------------------------- | --- |
| Pieter Pourbus (maniera di) | 814      |      | Ritratto di uomo anziano            | Quadro non citato dall'abate Gherardi, ma elencato da Guarienti, pur senza l'indicazione della provenienza; e per questo ritenuto parte della collezione modenese |
| Antoon van Dyck             | 1305     |      | Ritratto di gentiluomo in pelliccia | Quadro non citato dal Gerardi, ma anch'esso elencato da Guarienti - attribuzione incerta                                                                          |

### Dipinti esposti o in deposito
| Pittore                                      | Gal. nr. | Foto | Titolo                                                               | Note                                                           |
| -------------------------------------------- | -------- | ---- | -------------------------------------------------------------------- | -------------------------------------------------------------- |
| Francesco Albani                             | 339      |      | Diana e Atteone                                                      |                                                                |
| Francesco Albani                             | 337      |      | Danza di amorini                                                     |                                                                |
| Sisto Badalocchio (attrib.)                  | 315      |      | Estasi di san Francesco                                              |                                                                |
| Pieter van Laer detto il Bamboccio (attrib.) | 1367     |      | Mercede dei vignaiuoli                                               |                                                                |
| Agostino Carracci                            | 316      |      | Ritratto di un fanciullo                                             | Probabilmente il figlio Antonio                                |
| Annibale Carracci                            | 302      |      | Ecce Homo                                                            |                                                                |
| Annibale Carracci                            | 303      |      | Assunzione della Vergine                                             |                                                                |
| Annibale Carracci                            | 304      |      | Madonna in trono col Bambino e santi                                 |                                                                |
| Annibale Carracci                            | 306      |      | Genio della Fama                                                     |                                                                |
| Annibale Carracci                            | 307      |      | Madonna col Bambino e san Giovannino                                 |                                                                |
| Annibale Carracci                            | 308      |      | Ritratto di suonatore di liuto                                       |                                                                |
| Annibale Carracci                            | 305      |      | Elemosina di san Rocco                                               |                                                                |
| Scuola Emiliana                              | 317      |      | Ritratto di un pittore                                               | Attribuito ad Annibale Carracci, e poi alla scuola carraccesca |
| Correggio                                    | 150      |      | Madonna di San Francesco                                             |                                                                |
| Correggio                                    | 152      |      | Adorazione dei pastori (La Notte)                                    |                                                                |
| Correggio                                    | 151      |      | Madonna di San Sebastiano                                            |                                                                |
| Correggio                                    | 153      |      | Madonna di San Giorgio                                               |                                                                |
| Battista Dossi                               | 127      |      | Allegoria della Pace                                                 |                                                                |
| Battista Dossi                               | 126      |      | Allegoria della Giustizia                                            |                                                                |
| Battista Dossi                               | 131      |      | La notte                                                             |                                                                |
| Battista Dossi                               | 130      |      | L'aurora                                                             |                                                                |
| Dosso Dossi                                  | 125      |      | San Michele                                                          |                                                                |
| Dosso Dossi                                  | 124      |      | San Giorgio                                                          |                                                                |
| Girolamo Forabosco                           | 540      |      | La donna e la morte                                                  |                                                                |
| Francesco Francia                            | 48       |      | Battesimo di Cristo                                                  |                                                                |
| Benvenuto Tisi da Garofalo                   | 132      |      | Atena e Poseidone                                                    |                                                                |
| Benvenuto Tisi da Garofalo                   | 138      |      | Baccanale                                                            |                                                                |
| Benvenuto Tisi da Garofalo                   | 137      |      | Maria offre Gesù Bambino a santa Cecilia                             |                                                                |
| Benvenuto Tisi da Garofalo                   | 136      |      | Sacra Famiglia con i santi Gioacchino, Anna, Elisabetta e Giovannino |                                                                |
| Benvenuto Tisi da Garofalo                   | 135      |      | Marte e Venere davanti a Troia                                       |                                                                |
| Benvenuto Tisi da Garofalo                   | 140      |      | Disputa di Gesù nel Tempio                                           |                                                                |
| Benvenuto Tisi da Garofalo                   | 139      |      | Venere e Adone                                                       |                                                                |
| Benvenuto Tisi da Garofalo                   | 141      |      | Nozze mistiche di santa Caterina                                     |                                                                |
| Girolamo da Carpi                            | 142      |      | Occasione e Pentimento                                               |                                                                |
| Girolamo da Carpi                            | 144      |      | Giuditta con la testa di Oloferne                                    |                                                                |
| Girolamo da Carpi                            | 143      |      | Venere nella conchiglia tirata dai cigni                             |                                                                |
| Girolamo da Carpi                            | 145      |      | Ratto di Ganimede                                                    |                                                                |
| Guercino                                     | 357      |      | Evangelista Matteo                                                   |                                                                |
| Guercino                                     | 358      |      | Evangelista Marco                                                    |                                                                |
| Guercino                                     | 359      |      | Evangelista Luca                                                     |                                                                |
| Guercino                                     | 360      |      | Evangelista Giovanni                                                 |                                                                |
| Hans Holbein il Giovane                      | 1890     |      | Ritratto di Charles de Solier, signore di Morette                    |                                                                |
| Bartolomeo Manfredi                          | 413      |      | Rinnegamento di Pietro                                               |                                                                |
| Scuola di Bartolomeo Manfredi                | 414      |      | Giocatori di carte                                                   |                                                                |
| Girolamo Mazzola Bedoli attribuzione dubbia  | 165 A    |      | Madonna col Bambino e san Giorgio                                    |                                                                |
| Altobello Melone                             | 221      |      | Coppia d'amanti                                                      |                                                                |
| Giuseppe Danedi                              | 647      |      | Sant'Antonio con Gesù Bambino                                        |                                                                |
| Jacopo Palma il Vecchio                      | 199      |      | Vocazione dell'apostolo Matteo                                       |                                                                |
| Parmigianino                                 | 160      |      | Madonna con Santo Stefano e San Giovanni Battista                    |                                                                |
| Scuola di Raffaello                          | 98       |      | Madonna col Bambino e san Giovannino                                 |                                                                |
| Nicolas Regnier                              | 409      |      | San Sebastiano                                                       |                                                                |
| Guido Reni                                   | 327      |      | Bacco fanciullo                                                      |                                                                |
| Guido Reni                                   | 328      |      | Madonna in trono con tre santi                                       |                                                                |
| Guido Reni                                   | P1       |      | San Francesco                                                        |                                                                |
| Giulio Romano                                | 103      |      | Madonna della catina                                                 |                                                                |
| Peter Paul Rubens                            | 955      |      | San Girolamo                                                         |                                                                |
| David Ryckaert III                           | 1093     |      | Famiglia di contadini                                                |                                                                |
| Andrea del Sarto                             | 77       |      | Sacrificio di Isacco                                                 |                                                                |
| Ippolito Scarsella                           | 148      |      | Sacra Famiglia con santa Barbara e san Bartolomeo                    |                                                                |
| Scuola emiliana (Correggio?)                 | 155      |      | Ritratto di giovane letterato                                        |                                                                |
| Scuola italiana (prossima a Manfredi)        | 690      |      | Martirio di san Bartolomeo                                           |                                                                |
| Scuola olandese                              | 1886     |      | San Girolamo                                                         |                                                                |
| Scuola senese                                | 92       |      | Sacra Famiglia con san Giovannino                                    |                                                                |
| Scuola veneziana                             | 194B     |      | San Sebastiano                                                       |                                                                |
| Lionello Spada                               | 333      |      | Cristo alla colonna                                                  |                                                                |
| Lionello Spada                               | nnn      |      | Davide mostra la testa di Golia                                      |                                                                |
| Lionello Spada                               | nnn      |      | Amore che ammansisce un leopardo                                     |                                                                |
| Alessandro Tiarini                           | 336      |      | Angelica e Medoro                                                    |                                                                |
| Tintoretto                                   | 265A     |      | Ritratto di dama in lutto                                            |                                                                |
| Tiziano Vecellio                             | 169      |      | Cristo della moneta                                                  |                                                                |
| Tiziano Vecellio                             | 170      |      | Ritratto di fanciulla                                                |                                                                |
| Tiziano Vecellio                             | 171      |      | Ritratto di Lavinia Vecellio                                         |                                                                |
| Tiziano Vecellio                             | 176      |      | Ritratto di dama in rosso                                            |                                                                |
| Scuola di Tiziano                            | 175      |      | Sacra famiglia con committenti                                       |                                                                |
| Flaminio Torri                               | 376      |      | Sacra Famiglia con san Giovannino                                    |                                                                |
| Diego Velázquez                              | 697      |      | Don Juan Mateos                                                      |                                                                |
| Diego Velázquez                              | 699      |      | Gaspar de Guzman conte duca de Olivares                              |                                                                |
| Diego Velázquez                              | nnn      |      | Cavaliere dell'Ordine di Santiago                                    |                                                                |
| Paolo Veronese                               | 227      |      | Andata al Calvario                                                   |                                                                |
| Paolo Veronese                               | 224      |      | Presentazione della famiglia Cuccina alla Madonna                    |                                                                |
| Paolo Veronese                               | 225      |      | Adorazione dei Magi                                                  |                                                                |
| Paolo Veronese                               | 226      |      | Nozze di Cana                                                        |                                                                |
| Paolo Veronese                               | 233      |      | Cena in Emmaus                                                       |                                                                |
| Paolo Veronese                               | 230      |      | Buon samaritano                                                      |                                                                |

### Quadri dispersi
| Pittore                   | Gal. nr. | Foto | Titolo                                        | Note |
| ------------------------- | -------- | ---- | --------------------------------------------- | --- |
| Niccolò dell'Abate        | 165      |      | Martirio degli apostoli Pietro e Paolo        | Distrutto nel 1945 |
| Francesco Albani          | ??       |      | Galatea                                       | Collocazione sconosciuta. Venduto tra il 1806 e il 1817, ricomparve sul mercato nel 1887, ed in una collezione privata a Berlino nel 1920. Da quel momento se ne sono perse le tracce |
| Francesco Bassano         | 277      |      | Cristo caccia i mercanti dal Tempio           | Venne consegnato nel 1924 alla Casa Wettin, e da allora la collocazione è ignota |
| Vincenzo Catena           | 65       |      | Madonna col Bambino, sant'Anna e san Giuseppe | Bruciato nel 1945 |
| Copia da Correggio (?)    | 154      |      | Maddalena penitente                           | Perduto durante la Seconda guerra mondiale |
| Dosso Dossi               | 128      |      | Disputa dei quattro Padri della Chiesa        | Perduto durante la Seconda guerra mondiale |
| Guercino                  | 362      |      | Semiramide                                    | Bruciato nel 1945 |
| Jacopo Palma il Giovane   | 250      |      | Presentazione di Maria al Tempio              | Probabilmente distrutto nel bombardamento del 13 febbraio 1945 |
| Camillo Procaccini        | 645      |      | San Rocco guarisce gli appestati              | Distrutto nel bombardamento del 13 febbraio 1945 |
| Giulio Cesare Procaccini  | 642      |      | Ratto di Elena                                | Probabilmente distrutto nel bombardamento del 13 febbraio 1945 |
| Scuola fiorentina         | 90       |      | Visitazione                                   | Bruciato nel 1945 |
| Guido Reni                | 322      |      | Cristo al Limbo                               | Distrutto nel bombardamento del 13 febbraio 1945 |
| Maniera di Anton Van Dyck | 1043     |      | Ritratto di un uomo con corazza               | Distrutto nel 1945 |
| Bartolomeo Schedoni       | ??       |      | Sacra Famiglia                                | Venduto all'asta nel 1861, era probabilmente a Berlino all'inizio del XX secolo |